# Vũ Như Thành
Vũ Như Thành (28 agosto 1981) è un calciatore vietnamita, difensore del Tây Ninh.

## Caratteristiche tecniche
È un difensore centrale.

## Carriera

### Club
Comincia a giocare al Thể Công. Nel 2004 passa al Bình Dương. Nel 2010 si trasferisce al The Vissai N.B. Nel 2013 passa al Vicem Hải Phòng. Nel 2014 si trasferisce all'An Giang. Nel 2015 viene acquistato dal Tây Ninh.

### Nazionale
Ha giocato dal 2001 al 2003 con la Nazionale Under-23. Nel 2003 ha debuttato in Nazionale maggiore. Ha messo a segno la sua prima rete con la maglia della Nazionale maggiore il 24 ottobre 2009, nell'amichevole Vietnam-Singapore (2–2), in cui ha siglato la rete del definitivo 2-2, trasformando un calcio di rigore. Ha partecipato, con la Nazionale, alla Coppa d'Asia 2007. Ha collezionato in totale, con la maglia della Nazionale maggiore, 50 presenze e due reti.

## Palmarès

### Club

#### Competizioni nazionali
- V League 1: 2

Binh Duong: 2007, 2008
- Supercoppa del Vietnam: 2

Binh Duong: 2007, 2008